# Digimon fuzija
Digimon Ukršteni Ratovi (デジモンクロスウォーズ Dejimon Kurosu Wōzu, engl. Digimon Xros Wars) je šesta sezona Digimon serijala koju je kreirao Akijoši Hongo. Sezona je podeljena na tri dela, privi pod originalnim nazivom Ukršteni ratovi, drugi pod nazivom Zli generali smrti i sedam kraljevstava (悪のデスジェネラルと七人の王国 Aku no Desu Jeneraru to Nanajin no Oukoku),dok je treći deo serijala titlovan kao Mladi lovci koji su putovali kroz vreme (時を駆ける少年ハンターたち Toki wo Kakeru Shounen Hantā-tachi) poznat i samo kao Digimon Lovci, pa i često smatran kao zasebna sezona. Ovo je bila prva Digimon sezona koja nije bila praćena bar jednim filmom.
Prva epizoda prikazana je 6. jula 2010. na japanskoj televiziji Asahi, što ovu sezonu čini prvom u čitavom Digimon serijalu koja je prikazana na drugoj televizijskoj mreži u Japanu (do tada je Fudži televizija emitovala prethodnih pet serijala). Tri godine nakon završetka pete, nova šesta sezona potvrđena je od strane Bandai kompanije. Zvanično ime serije objavljeno je u junu  u magazinu Shueisha's V-Jump. Animacija korišćena u seriji je približnija onoj korišćenoj u prve četiri sezone nego onoj korišćenoj u petoj,i tradicija kao što su naočari ponovo se vratila na glavu glavnog junaka (Markus Dejmon iz pete sezone nije nosio naočari, te je tradicija prve četiri bila prekinuta). Ovo je takođe i prva digimon sezona emitovana na velikom platnu i u HD rezoluciji. 
Serija je licencirana od strane američke kompanije Saban Brends (za područja izvan Azije) a nacionalno je distribuirao MarVista Entertainment u 2013. godini. Engleska verzija animea u produkciji Saban Brendsa premijerno je prikazana u Severnoj Americi na Nickelodeonu 7. septembra 2013. pod titlom Digimon Fusion i Vortexxu, nešto kasnije iste godine. Još jedna engleska verzija serije počela je sa prikazivanjem na Disney XD u Maleziji od 8. decembra 2012. pod nazivom Digimon: Fusion Battles. Serija se takođe prikazuje na Disney XD i Hungama TV u Indiji pod originalnim nazivom: Xros Wars na hindi i engleskom jeziku. U Italiji licenca za emitovanje pripala je italijanskoj nacionalnoj televiziji RAI, koja je počela prikazivanje 10. jula 2013. na RAI 2, pod nazovom Fusion Battles.
Treći deo serije Digimon Ukršteni ratovi: Mladi lovci koji su putovali kroz vreme je 2012. bio nominovan za "Najbolju animaciju" od strane Emi Kids Awards ali je izgubio protiv The Amazing World of Gumball.

## Radnja
Nekoliko armija se bore radi dominacije nad Digitalnim svetom. Ukršteno srce, Plavi blesak, Sumrak, i Bagra Armija u potrazi su za 108 Kodova krune koji su raspoređeni dubuko u raznim zonama, a ko ih se dokopa dobija apsolutnu moć i kontrolu nad zonom. Potrebno ih je skupiti sve ne bi li se ponovo sastavili u jedan, originalni deo (naime jedan Kod krune se podelio na 108, a digitalni svet se rasparčao na zone). Onaj koji ponovo spoji kodove krune biće apsolutni vladar nad Digitalnim svetom, potčinjavajući ga njegovoj volji. Međutim, zla Bagra armija predvođena moćnim genaralom Bagramonom želi pretvoriti Digitalni svet u ogromno carstvo patnje i uništenja, ali tim Ukršteno Srce predvođen dečakom Majkijem, daće sve da sačuva ovaj svet od moguće propasti.

## Digimon Ukršteni Ratovi (2010)
Majki odlučuje da pomogne Šautmonu i zajedno sa prijateljima devojčicom Akari i dečakom Džeremijem formira sopstvenu armiju Ukršteno srce, koja kreće u pohode kroz Digitalni svet, ne bi li sakupila što više kodova krune. Majki kao izabrano dete dobija digispravu Red Cross Loader kojom ima sposobnost kombinovati i ukrštati digimone i njihove moći izgovarajući "Digi Cross".  Tokom putovanja tim upoznaje mnogo druželjubivih digimona koji im se pridružuju te se suočavaju sa zlim digimonima iz Bagrine armije, kao i sa glavnim oficirima koje čine Taktimon, Lilithmon i Blastmon. Takođe nailaze i na svoje rivale armiju Plavi Blasak, pod vođstvom dečaka Kirihe, i tim Sumrak, koji tajno vodi DarkKnightmon i deojčica Nene Amano kao marioneta u njegovim zlim planovima. Nakon što tim uspe da je spase od uticaja DarkKnightmona, koji je kreirao mračnu digispravu poznatiju kao Dark Cross Loader s kojom može ukršati digimone i bez njene pomoći, Nene i njeni digimon prijatelji postaju članovi Ukrštenog srca.
Pošto je svih 108 kodova krune sakupljeno, Taktimon uspeva ukrasti Majkijeve i Kirihine kodove krune. Iako Taktimon biva pobeđen zahvaljujući zajedničkom radu ovih rivalskih timova, Bagramon koristi dimenzionalnu deformaciju kako bi uzeo kodove krune za sebe, te šalje Majkija, Akari, Džeremija, Šautmona i Taktimona u svet ljudi. Nakon što se uspeva otarasiti vodećih članova Ukrštenog srca, Bagramon se ujedinjuje sa svojim bratom DarkKnightmonom i počinje vladati Digitalnim svetom. Za to vreme u stvarnom svetu, Taktimon pokušava napraviti pustoš  pre nego što mu planove osujete Majki i Šautmon, koji koristi moć ljudskih emocija da bi postao OmegaŠautmon. Nakon što pobedi Taktimona pomovo se vraća u Digitlni svet sa Majkijem, dok Akari i Džeremi ostaju čekajući šansu da im se pridruže.

## Likovi

### Ljudi
- Mikey Kudo (工藤 タイキ Kudō Taiki): Izabrani dečak koji poseduje Crveni X Loader i general armije Ukršteno Srce. On je veseo, strpljiv, često pokušava da pronađe dobrotu u svojim neprijateljima, na Šautmonovo razočaranje. Majki misli na svakoga, uvek se trudi da bude od pomoći, zamišlja svet u kome ne bi postojalo zla. Majki je čudo od deteta, atletski veoma sposoban i veoma uspešan u pravljenju strategije.

- Nene Amano (天野 ネネ Amano Nene): Misteriozna devojčica i bivši general armije Sumrak, potčinjena DarkKnightomonu, koji ju je manipulisao uzevši njenog mlađeg brata Yuu-a. Nakon što su je Majki i ostali spasili, Nene se pridružuje timu Ukršteno Srce u borbi protiv zlih sila Digitalnog sveta. Njen Crni X Loader tada postaje ljubičast.

- Kiriha Aonuma (蒼沼 キリハ Aonuma Kiriha): Hladan i prek tinejdžer koji poseduje Plavi X Loader i general amije Blavi Blesak. Vidi Majkija kao važnog člana u njegovom timu, ali često postupa kao njegov rival. Konačno, njegova armija Plavi blesak pridžuje se armiji Ukršteno srce.

- Akari Hinomoto (陽ノ本 アカリ Hinomoto Akari): Majkijeva drugarica od detinjstva, koja je godinu dana mlađa od njega. Često postupa kao mirotvorac među članovima tima.

- Jeremy Tsurugi (剣 ゼンジロウ Tsurugi Zenjirou): Sebe ja proglasio za rivala Majkija Kuda. Tenira kendo i veoma je obrazovan u vezi mašinerije. Plaši se visine.

### Digimoni
- Šautmon (シャウトモン Shoutmon): Nekada je živeo u selu Osmeha, i želi postati digimon kralj kako bi zaštitio sve svoje prijatelje iz Zelene zone. Uporan je i prijateljski nastrojen, ali ne veruje drugima onoliko koliko to Majki ćini. Nije previše pametan, i često se uvlači u nevolje shvatajući situacije na pogrešan način.